# 瓦莱-迪圣地亚哥
瓦莱-迪圣地亚哥是葡萄牙贝雅区的一个堂区。总面积59.24平方公里，总人口695人，人口密度11.7人/平方公里。